# Ludwig von Hammerstein-Equord
Ludwig Freiherr von Hammerstein-Equord (* 17. November 1919 in Berlin; † 26. Februar 1996 ebenda) war ein deutscher Offizier (Oberleutnant), Journalist und Rundfunkintendant. Er nahm 1944 am Staatsstreich gegen Adolf Hitler teil.

## Familie
Paul Ludwig Philipp Alfred von Hammerstein-Equord (Rufname: Ludwig) war eines von sieben Kindern des Generaloberst und Hitler-Gegners Kurt von Hammerstein-Equord (1878–1943; genannt „Roter General“) und dessen Frau Maria (1886–1970), Tochter von General Walther von Lüttwitz.
Er schlug wie sein Bruder Kunrat nach dem Abitur und Reichsarbeitsdienst sowie einem Praktikum im Ruhrgebiet die Offizierslaufbahn ein. Im Januar 1940 trat er in Potsdam in das Infanterie-Ersatzbataillon 9 ein, den Ersatzverband des Infanterie-Regiments 9. Er wurde dann Angehöriger des Infanterieregiments 178 und nahm am Russlandfeldzug teil. 1941 besuchte er einen Lehrgang an der Kriegsschule in Berlin und wurde anschließend zum Leutnant befördert. Nach schwerer Kriegsverletzung im Dezember 1941 wurde er in die Führerreserve versetzt. Im Dezember 1941 erfolgte die Beurlaubung zum Bergbau-Studium an der Technischen Universität Berlin.
Fritz-Dietlof Graf von der Schulenburg, als Reserveoffizier ebenfalls dem Potsdamer Infanterie-Regiment 9 angehörend, fragte ihn an einem Casinoabend des Ersatzbataillons, ob er an einer Aktion gegen Hitler teilnehmen wolle. Er nahm am Staatsstreichversuch vom 20. Juli 1944 aktiv teil, bewachte dort General Joachim von Kortzfleisch und konnte sich der Verhaftung entziehen, ausgestattet mit von Oskar Huth gefälschten Papieren. Er lebte bis zum Kriegsende im Untergrund.
Ludwig von Hammerstein, zuletzt Oberleutnant, und seine Familie, insbesondere seine Schwester Maria Therese sowie sein Bruder Kunrat, hatten enge persönliche Beziehungen zum Widerstand des 20. Juli 1944, insbesondere zu Carl Friedrich Goerdeler, Philipp von Boeselager, Ewald-Heinrich von Kleist-Schmenzin, Axel von dem Bussche, Fabian von Schlabrendorff wie auch zu den Familien zu Lynar, von Hardenberg, von Hassell, von Falkenhausen und anderen. Ludwig und sein Bruder Kunrat wurden als fahnenflüchtige Wehrmachtsangehörige gesucht.
Ende 1944 wurden seine Mutter Maria von Hammerstein und andere Familienangehörige wegen ihrer Beziehungen zum Widerstand verhaftet. Sie wurden zusammen mit Familienangehörigen der Verschwörer vom 20. Juli in ein abgeschirmtes Sonderlager des Konzentrationslagers Buchenwald gebracht, später in ein Regensburger Gefängnis.
Nach dem Krieg arbeitete von Hammerstein als Journalist, zunächst als Korrespondent und Redakteur der Tageszeitung Die Welt. Von 1950 bis 1960 war er Pressereferent im Bonner Bundesministerium für gesamtdeutsche Fragen. Von 1961 bis 1973 war er stellvertretender Intendant des NDR. 1974 wurde er als Intendant des RIAS berufen und 1979 für eine zweite Amtsperiode wiedergewählt. Am 1. Juni 1984 trat er in den Ruhestand.
Von Hammerstein starb 1996 im Alter von 76 Jahren in Berlin.